# Leptotarsus regina
Leptotarsus regina är en tvåvingeart som först beskrevs av Alexander 1914.  Leptotarsus regina ingår i släktet Leptotarsus och familjen storharkrankar.
Artens utbredningsområde är Colombia. Inga underarter finns listade i Catalogue of Life.